# عقيدة رئوية
العُقيدات الرئويةهي كثافة بؤرية صغيرة نسبيًا في الرئة. العقيدات الرئوية المنفردة (SPN)أو الآفة الدرهمية،هي كتلة في الرئة يبلغ قطرها أقل من ثلاثة سنتيمترات.في حين يبلغ قطر العقيدات الرئوية الصغيرة أقل من ثلاثة ملليمترات. قد يكون هناك أيضًا عقيدات متعددة.
يمكن العثور على واحدة أو أكثر من عقيدات الرئة بشكل عرضي في ما يصل إلى 0.2% من صور الأشعة السينية للصدر وحوالي 1% من الأشعة المقطعية.
تمثل العقيدات في الغالب ورمًا حميدًا مثل الورم الحبيبي أو الورم العيبي، ولكن في حوالي 20٪ من الحالات تمثل سرطانًا خبيثًا، خاصة عند كبار السن والمدخنين. وعلى العكس من ذلك، يتم تشخيص 10 إلى 20% من مرضى سرطان الرئة بهذه الطريقة. إذا كان لدى المريض تاريخ من التدخين أو أن العقيدات تنمو، فقد يلزم استبعاد احتمال الإصابة بالسرطان من خلال مزيد من الدراسات والتدخلات الإشعاعية، وربما بما في ذلك الاستئصال الجراحي. يعتمد المآل على الحالة الأساسية.

## الأسباب
ليست كل بقعة مستديرة في الصورة الشعاعية عبارة عن عقيدة رئوية منفردة: فقد يتم الخلط بينها وبين بروز بنية جدار الصدر أو الجلد، مثل الحلمة أو الكسر الضلعي المتماثل للشفاء أو مراقبة تخطيط كهربية القلب.
السبب الأكثر أهمية الذي يجب استبعاده هو أي شكل من أشكال سرطان الرئة، بما في ذلك الأشكال النادرة مثل سرطان الغدد الليمفاوية الرئوية الأولي، والورم السرطاوي والانبثاث الانفرادي للرئة (مواقع الأورام الأولية الشائعة غير المعروفة هي الأورام الميلانينية أو الساركومة أو سرطان الخصية). تشمل الأورام الحميدة في الرئة الأورام العيبية والأورام الغضروفية.
الآفة الدرهمية الحميدة الأكثر شيوعًا هي الورم الحبيبي (عقيدة التهابية)، على سبيل المثال بسبب السل أو العدوى الفطرية، مثل داء الكروانيات (حمى الصحراء). تشمل الأسباب المعدية الأخرى خراج الرئة أو ذات الرئة (بما في ذلك ذات الرئة بالمتكيسات الجؤجؤرية) أو نادرًا عدوى نوكاردية أو عدوى دودة (مثل داء الخيطاويات أو الإصابة بالديدان القلبية في الكلاب). يمكن أن تحدث عقيدات الرئة أيضًا في الاضطرابات المناعية، مثل التهاب المفاصل الروماتويدي أو الورم الحبيبي مع التهاب الأوعية (ورام حبيبي ويغنري)، أو ذات الرئة المنظم.
يمكن العثور على العقيدات الرئوية المنفردة على أنها تشوه شرياني وريدي أو ورم دموي أو منطقة احتشاء. وقد يكون سببه أيضًا رتق القصبات الهوائية، أو انحجاز رئوي، أو استنشاق جسم غريب، أو اللويحات الجنبية.